# Siedlice (województwo opolskie)
Siedlice – wieś w Polsce położona w województwie opolskim, w powiecie namysłowskim, w gminie Pokój.
W latach 1975–1998 miejscowość położona była w województwie opolskim.